# Parachleuastochoerus
Il paracleuastochero (gen. Parachleuastochoerus) è un mammifero artiodattilo estinto, appartenente ai suidi. Visse nel Miocene medio e superiore (circa 12 - 9 milioni di anni fa) e i suoi resti fossili sono stati ritrovati in Europa e in Asia.

## Descrizione
Questo animale doveva assomigliare a un piccolo cinghiale. Sia le proporzioni corporee che quelle craniche, infatti, assomigliavano a quelle delle forme attuali. Parachleuastochoerus era però distinto dalla dentatura: i denti della zona delle guance possedevano uno strato di smalto, mentre i premolari erano di forma conica e possedevano un rivestimento simile a quello delle iene. Il peso di Parachleuastochoerus doveva aggirarsi intorno ai 30 - 50 chilogrammi, a seconda delle specie. Rispetto ad altre forme simili, come Conohyus, i denti posteriori di Parachleuastochoerus erano più stretti e dotati di uno strato di smalto più sottile, e i premolari erano più ridotti. Sembra che i maschi di Parachleuastochoerus possedessero canini più grandi di quelli delle femmine.

## Classificazione
Il genere Parachleuastochoerus venne istituito da Golpe-Posse nel 1972, sulla base di alcuni fossili ritrovati in Spagna in terreni della fine del Miocene medio. La specie tipo è P. crusafonti; altre specie sono note in Europa (P. kretzoii, più grande e proveniente dalla Bulgaria e dall'Austria, P. steinheimensis, P. huenermanni) e in Asia (P. sinensis). È probabile che questo animale si sia originato in Asia nel corso del Miocene medio, per poi diffondersi in Europa.
Parachleuastochoerus appartiene a un gruppo di suidi che si svilupparono nel corso del Miocene medio, i tetraconodontini (Tetraconodontinae); questi animali svilupparono una dentatura caratteristica differente da quella degli altri suidi del periodo, come i listriodontini e i primitivi ioteriini. È possibile che Parachleuastochoerus si sia originato da un animale affine a Conohyus.